# Adolf von Heinemann
Ernst Otto Adolf von Heinemann (* 17. Juni 1820 in Helmstedt; † 24. September 1906 in Dresden) war ein preußischer Generalmajor.

## Leben

### Herkunft
Adolf war ein Sohn des braunschweigischen Kreisgerichtsdirektors Friedrich von Heinemann (1770–1854) und dessen Ehefrau Charlotte, geborene Meinders (1785–1854). Er hatte neun Geschwister, darunter der Finanzrat und Entomologe Hermann (1812–1871), der Generalmajor Alexander (1813–1884), der Schriftsteller Ferdinand (1818–1881) sowie der Historiker Otto (1824–1904).

### Militärkarriere
Heinemann besuchte das Gymnasium in seiner Heimatstadt und trat am 1. Juli 1836 als Fahnenjunker in das 26. Infanterie-Regiment der Preußischen Armee ein. Bis Mitte Juli 1839 avancierte er zum Sekondeleutnant und war 1843/46 zur weiteren Ausbildung an die Allgemeine Kriegsschule kommandiert. Danach wurde Heinemann 1847/48 zur Zentral-Turnanstalt kommandiert und Ende Juli 1848 zum Adjutanten des II. Bataillons ernannt. Für ein Jahr war er als Lehrer an der Divisionsschule in Erfurt tätig, Ende Mai 1852 zur Topographischen Abteilung des Großen Generalstabes kommandiert und einen Monat später zum Premierleutnant befördert. Von Mitte August 1853 bis Mitte November 1856 war er zur Dienstleistung bei seinem Regimentschef, dem Fürsten Karl Anton von Hohenzollern kommandiert. Zwischenzeitlich zum Hauptmann aufgestiegen, wurde Heinemann anschließend in das Garde-Reserve-Infanterie-(Landwehr-)Regiment versetzt und Mitte Januar 1858 zum Kompaniechef ernannt. Nach einer dreimonatigen Verwendung als Kompanieführer beim II. Bataillon im 4. Garde-Landwehr-Regiment in Düsseldorf kam er am 1. Juli 1860 in das Garde-Jäger-Bataillon. Am 10. Februar 1863 folgte seine Versetzung als Major in das 2. Niederschlesische Infanterie-Regiment Nr. 47 und Mitte März 1866 die Ernennung zum Kommandeur des II. Bataillons. Heinemann führte sein Bataillon im gleichen Jahr während des Krieges gegen Österreich in den Kämpfen bei Nachod, Skalitz, Schweinschädel und Königgrätz.
Ausgezeichnet mit dem Kronenorden III. Klasse mit Schwertern avancierte Heinemann nach dem Friedensschluss bis 18. Juni 1869 zum Oberst und Kommandeur des Westfälischen Füsilier-Regiments Nr. 37 auf. Heinemann führte seinen Verband während des Krieges gegen Frankreich in den Schlachten bei Weißenburg, Wörth und Sedan sowie bei der Einschließung und Belagerung von Paris. Für sein Wirken mit dem Eisernen Kreuz II. Klasse ausgezeichnet, nahm er nach Kriegsende am 15. Juli 1871 mit Pension seinen Abschied. Anlässlich des 25. Jahrestages der Krönung von Wilhelm I. erhielt Heinemann am 18. Oktober 1878 den Charakter als Generalmajor. Am 1. März 1879 wurde er mit seiner Pension zur Disposition gestellt.

### Familie
Heinemann hatte sich am 1. März 1879 in Dresden mit Marie, geborene Lindner (1844–1906), verwitwete Freiin von Budberg verheiratet. Die Ehe blieb kinderlos.